# Campo nell'Elba
Campo nell'Elba es una localidad italiana de la provincia de Livorno, región de Toscana, con 4.581 habitantes.

Ubicación de la ciudad de Campo nell'Elba dentro de la provincia de Livorno.

En el municipio también está incluida la "Isla de Pianosa".

## Evolución demográfica
| Gráfica de evolución demográfica de Campo nell'Elba entre 1861 y 2001 |
|                                                                       |
| Fuente ISTAT - Elaboración gráfica por parte de Wikipedia             |